# Џон Бардин
Џон Бардин (енгл. John Bardeen; Висконсин, 23. мај 1908 — Бостон, 31. јануар 1991) био је амерички физичар. Рођен у Медисону (САД). Докторирао је математичку физику на Универзитету Принстон. Нобелову награду из физике добио је два пута. 1956. за откриће транзистора и 1972. за развој теорије суперпроводљивости.

## Животопис
Џон Бардин је дипломирао и магистрирао електротехнику на Универзитету у Висконсину (Медисон), а докторат из поља математичке физике је примио на Универзитету Принстон. Џон је радио у више установа, а након рата 1945. придружује се Беловим телефонским лабораторијама у Мари Хилу, Њу Џерзи, где заједно с Братајном и Шоцлијем спроводи истраживања својстава проводљивости електрона у суперпроводницима и саме суперпроводности. Неколико дана пре Божића, 23. децембра 1947. открили су транзистор који је покренуо праву технолошку револуцију.
Раних 50-их година прошлог века, Бардеен наставља истраживања о суперпроводљивости која је започео још 1930. и за своја теоретска објашњења појаве суперпроводљивости прима своју другу Нобелову награду. Теорија коју је успешно пласирао са својим колегама, данас је позната као БЦС теорија, по иницијалима проналазача Бардина, Купера и Шрифера. Свој је рад наставио и даље - посвећујући се у првом реду суперпроводницима. На Универзитету Илиноис је радио као професор електротехнике од 1951. до 1975. године. Бардин је преминуо 30. јануара 1991. године. По природи је био миран и тих човек.

### Транзистор
Транзистор (енгл. transistor, од : преносни отпорник) је активни полупроводнички елемент са три електроде. Разликују се биполарни и униполарни транзистори. Променом улазне струје биполарнога транзистора или улазног напона униполарнога транзистора управља се струјом у излазном кругу. У аналогним склоповима транзистори се примењују понајпре за појачање сигнала, а у дигиталним склоповима као управљане склопке. Назив транзистор потиче из 1947, када су амерички истраживачи Џон Бардин, Волтер Хаузер Братејн и Вилијам Брадфорд Шокли конструисали први германијумски биполарни транзистор.

#### Биполарни транзистор
Биполарни транзистор састоји се од три слоја полупроводника, с контактима емитера (E), базе (B) и колектора (C). Постоје npn-транзистори и pnp-транзистори (полупроводници). Код npn-транзистора база p-типа полупроводника направљена је између емитера и колектора који су n-типа, док су код pnp-транзистора слојеви емитера, базе и колектора супротнога типа. У раду биполарног транзистора учествују оба типа носилаца. У нормалном активном подручју рада транзистора емитер инјектира носиоце у базу. Мањи део носилаца губи се (рекомбинује) у уској бази, чинећи малу струју базе, а већи део пролази кроз базу у колектор, узрокујући струју колектора. Код npn-транзистора основну струју чине електрони, а код pnp-транзистора шупљине. Струје емитера, базе и колектора међусобно су пропорционалне. У најчешће кориштеном споју заједничког емитера мала промена улазне струје базе узрокује велику промену излазне струје колектора, чиме се остварује појачавајуће деловање транзистора у појачању сигнала. Биполарни транзистор употребљава се и као склопка. Зависно од улазне струје базе, транзистор се пребацује из подручја запирања у подручје засићења и обратно; у подручју запирања ради као искључена склопка уз занемариве струје, а у подручју засићења као укључена склопка уз мали пад напона између колектора и емитера.

#### Униполарни транзистор
Униполарни транзистор означава се скраћеницом FET (енгл. : транзистор управљан пољем). FET има три основне електроде: увод (S), управљачку електроду (G) и одвод (D). Напоном прикљученим између увода и управљачке електроде модулише се полупроводнички отпор (назван канал) између увода и одвода, чиме се управља струјом одвода. Зависно од типа полупроводника у каналу разликују се n-канални и p-канални FET-ови. Рад FET-ова одређује ток само једнога типа носилаца – електрона код n-каналних и FET-ова шупљина код p-каналних. Управљачка електрода електрично је изолована од канала те се FET-ови одликују великим улазним отпором. Зависно од конструкције користи се више типова FET-ова. Код JFET-а (енгл. Junction FET: спојни FET) канал и управљачка електрода чине запорно поларизовани pn-спој, а код MESFET-а (енгл. : метални полупроводнички FET) запорно поларизовани pn-спој замењен је запорно поларизованим спојем метал-полупроводник. Код MOSFET-а (енгл. : металнооксидни полупроводнички FET) метална или полисилицијумска управљачка електрода изолована је од канала танким слојем силицијум диоксида (SiO2). MOSFET има четврту електроду, подлогу (B), која се најчешће спаја с уводом. Посебна врста FET-ова је HEMT (енгл. : транзистор с високом покретљивости електрона). Попут биполарног транзистора, FET-ови се користе као појачавајући елементи или као напоном управљане склопке.
Биполарни транзистори струјно су управљани елементи, а FET-ови напонски управљиви. Биполарни транзистори имају већу стрмину, те су појачања појачала реализована с биполарним транзисторима већа од појачања појачала с FET-овима. Уз то су биполарни транзистори бржи и уз исте димензије дају јачу струју од FET-ова. Биполарни се транзистори могу управљати светлосним снопом, што се примењује у изведби фототранзистора (фотомултипликатор), елемената за претварање светлоснога сигнала у оптички. Главна је предност FET-ова велик улазни отпор. Температурни је коефицијент излазне струје FET-ова негативан, а биполарних транзистора позитиван, те су FET-ови погоднији транзистори за конструкцију појачала снаге.
Основни полуводички материјал за реализацију биполарних транзистора, JFET-ова и MOSFET-ова, и даље је силицијум. У неким се изведбама биполарних транзистора и MOSFET-ова силицијум се комбинује с германијумом (силицијумско-германијумски транзистори, SiGe), понајприје ради повећања брзине рада. Већом брзином рада одликују се транзистори који се као полуводичким материјалом користе галијум арсенидом (GaAs). Од галијум арсенида израђују се MESFET-ови, а од комбинације галијум арсенида и алуминијум-галијум арсенида (AlGaAs) производе се хетероспојни биполарни транзистори (HBT-ови – од енгл. Heterojunction Bipolar Transistor) и HEMT-ови. Назив HBT употребљава се и за силицијско-германијске биполарне транзисторе.
Захваљујући добрим својствима попут велике брзине рада, мале потрошње, велике поузданости и мале цене, транзистори су основни елементи електронских склопова различитих функција попут појачала, стабилизатора, модулатора, генератора сигнала, дигиталних логичких склопова, полуводичких меморија и слично. Као дискретне компоненте у засебним кућиштима, транзистори се производе за различите намене. Уз транзисторе опште намене, с уједначеним карактеристикама, израђују се транзистори с оптимираним карактеристикама за поједине примене, на пример високофреквенцијски транзистори, транзисторске склопке, високонапонски транзистори и транзистори снаге.
У већој мери транзистори се користе као део интегрисаних склопова у којима се у истој, најчешће силицијумској, плочици интегрише велик број транзистора и осталих елемената (диода, отпорника, кондензатора). Аналогни интегрисани склопови попут операцијских појачала и стабилизатора темеље се претежно на примени биполарних транзистора. Улазни транзистори интегрисаних операцијских појачала често су JFET-ови, који осигуравају велики улазни отпор појачала. Већина дигиталних интегрисаних склопова изводи се у комплементарној -техници (CMOS), у којој се употребљавају комплементарни парови n-каналних и p-каналних MOSFET-ова. Захваљујући једноставности и малим димензијама MOSFET-ова те малој потрошњи, у комплементарној -техници реализирају се интегрисани склопови велике сложености попут микропроцесора и меморијских склопова с више од 109 транзистора. Често се у комплементарној -техници у истом интегрисаном склопу уз дигиталне функције изводе и аналогне. Оптимална својства сложених интегрисаних склопова постижу се комбинацијом MOSFET-а и биполарних транзистора у BiCMOS-техници (назив BiCMOS упућује на истодобно кориштење биполарних комплементарних MOS-транзистора на истој силицијумској плочици). Најбржи су интегрисани склопови од галијум арсенида темељени на примени MESFET-ова и HEMT-ова. Такви се склопови најчешће користе у високофреквенцијским комуникацијским уређајима, на пример у мобилној телефонији.

### Суперпроводљивост
Суперпроводљивост је стање појединих материја које се на ниским температурама очитује у нестанку њихова електричнога отпора, проласку електричне струје кроз танку изолаторску баријеру унутар њих без електричног отпора (Џозефсонов учинак - Брајан Дејвид Џозефсон) и лебдењу магнета изнад њихове површине (Мајснеров учинак - Валтер Мајснер). Суперпроводљивост је квантномеханичка појава и не може се објаснити класичном физиком. Типично настаје у неким материјалима на јако ниским температурама (нижим од -200 °C).

#### БЦС теорија
БЦС теорија или Бардин-Купер-Шриферова теорија је прва микроскопска теорија суперпроводљивости (1957). Полази од претпоставке да на врло ниским температурама у кристалној решетки суперпроводника привлачно међуделовање електрон–решетка–електрон надјачава одбојну електричну силу међу електронима, тј. да електрони при проласку кроз решетку привлаче њене јоне, што резултира повећањем густине позитивног набоја у том подручју и, док се решетка не врати у равнотежно стање, привлачи друге електроне. У таквим условима електрони којима су спинови и количине кретања супротни крећу се у паровима (Куперови парови), а сваки пар електрона на међусобној удаљености од приближно 100  креће се кроз кристалну решетку без губитка енергије и може тунелисати кроз изолаторску баријеру. Порастом температуре атоми решетке све јаче осцилују, изнад критичне температуре раздвајају електронске парове, електрони се више не могу кретати без губитака и појављује се електрични отпор. За развој БЦС-теорије Џон Бардин, Леон Купери Џон Роберт Шрифер добили су Нобелову награду за физику 1972.